# Timothy H. O'Sullivan

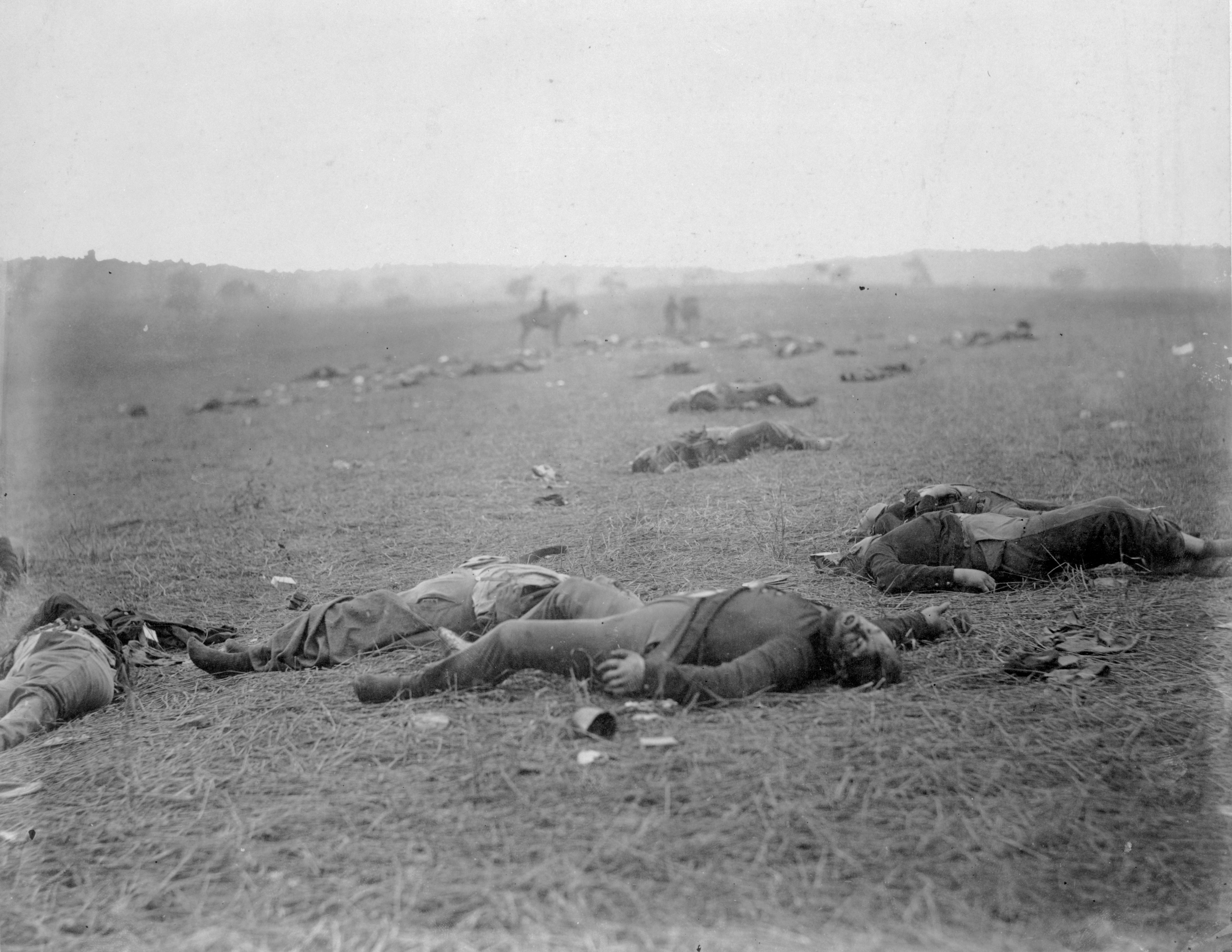
Timothy O'Sullivan : Sklizeň smrti; mrtví vojáci po bitvě u Gettysburgu v Pensylvánii, 5–6. července, 1863

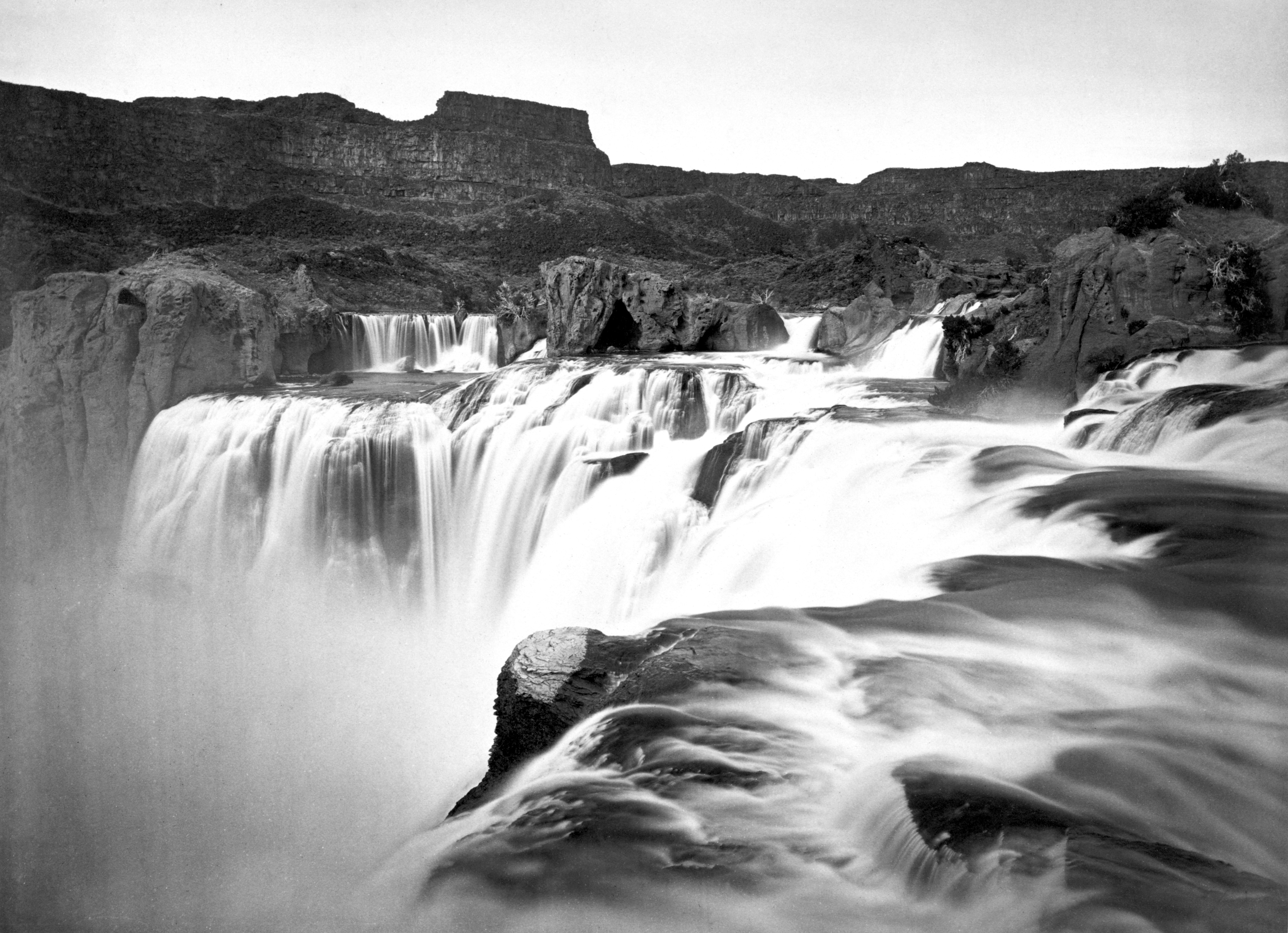
Vodopády Shoshone, Snake River, Idaho

Timothy H. O'Sullivan (asi 1840 – 14. ledna 1882) byl americký fotograf, který dokumentoval události v americké občanské válce (1861–1865) a na západě USA.

## Život a dílo
Narodil se asi v roce 1840 v New York City. Jako mladík se nechal zaměstnat u Mathewa Bradyho. Když roku 1861 začala Americká občanská válka, dostal Sullivan od nadporučíka příkaz, aby celý příští rok bojoval v bitvách u Beaufortu, Port Royalu, Fort Walkeru a Fort Pulaski.
V červenci 1862 O'Sullivan absolvoval vojenskou operaci v severní Virginii. Spolupracoval s Georgem N. Barnardem, Alexandrem Gardnerem a dalšími asistenty slavného fotografa Mathew Bradyho. Díky spolupráci s fotografickým studiem Alexandra Gardnera mohl publikovat sérii čtyřiačtyřiceti fotografií z první občanské války. V červenci 1863 vytvořil svou nejslavnější fotografii Sklizeň smrti zobrazující mrtvé vojáky z bitvy u Gettysburgu. V letech 1867 až 1869 působil jako oficiální fotograf pro Geologický průzkum Spojených států pod vedením Clarence Kinga. Expedice začala ve Virginia City v Nevadě, kde fotografoval v dolech a postupoval směrem na východ. Jeho úkolem bylo fotografovat západ tak, aby sem přitáhl nové osadníky.
Zúčastnil se geologického průzkumu západního území, zachytil horské scenerie nebo různé skalní útvary s podrobnou kresbou struktury povrchu. Fotografie z expedice vydal ve třech objemných svazcích. O'Sullivanovy fotografie byly mezi prvními, které zaznamenaly historické zříceniny Navajů a vesnice Pueblo na jihozápadě. Fotografoval přírodu jako nezkrocenou, bez průmyslu a bez použití klasických kompozic krajinomalby. O'Sullivan kombinoval vědy a umění, aby vytvořil přesné záznamy o mimořádné kráse.
Timothy H. O'Sullivan využíval vhodně pohybové neostrosti tam, kde mohl zvýraznit dramatičnost situace.
O'Sullivan zemřel na Staten Islandu na tuberkulózu ve věku 42 let.

## Galerie

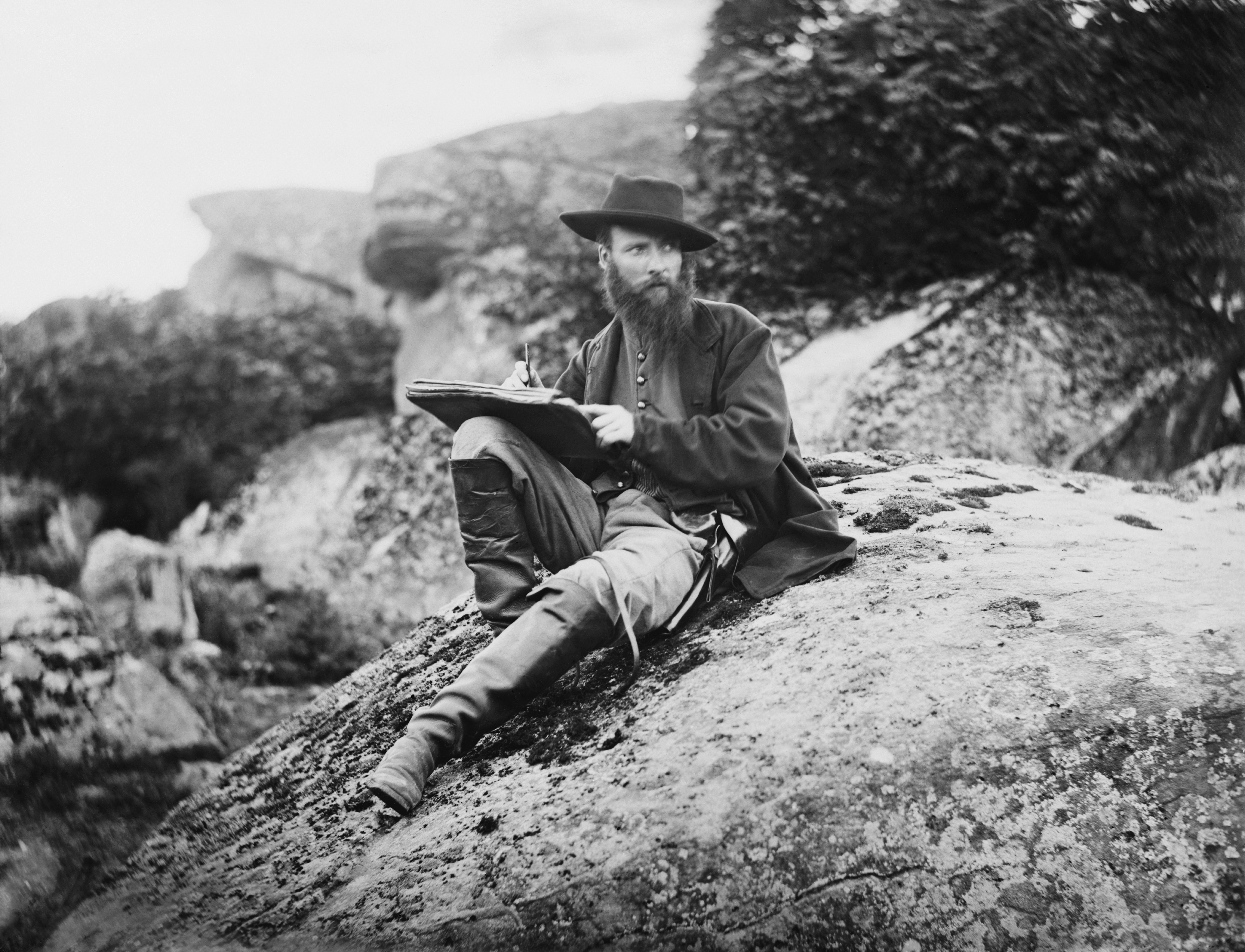
Alfred Waud, malíř, 1863
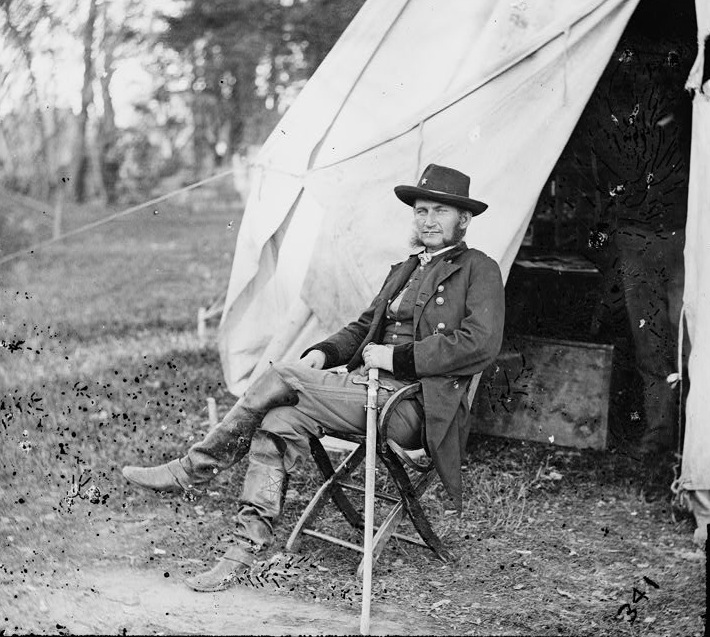
Generál Hugh Judson Kilpatrick, Warrenton, Virginia, 1863
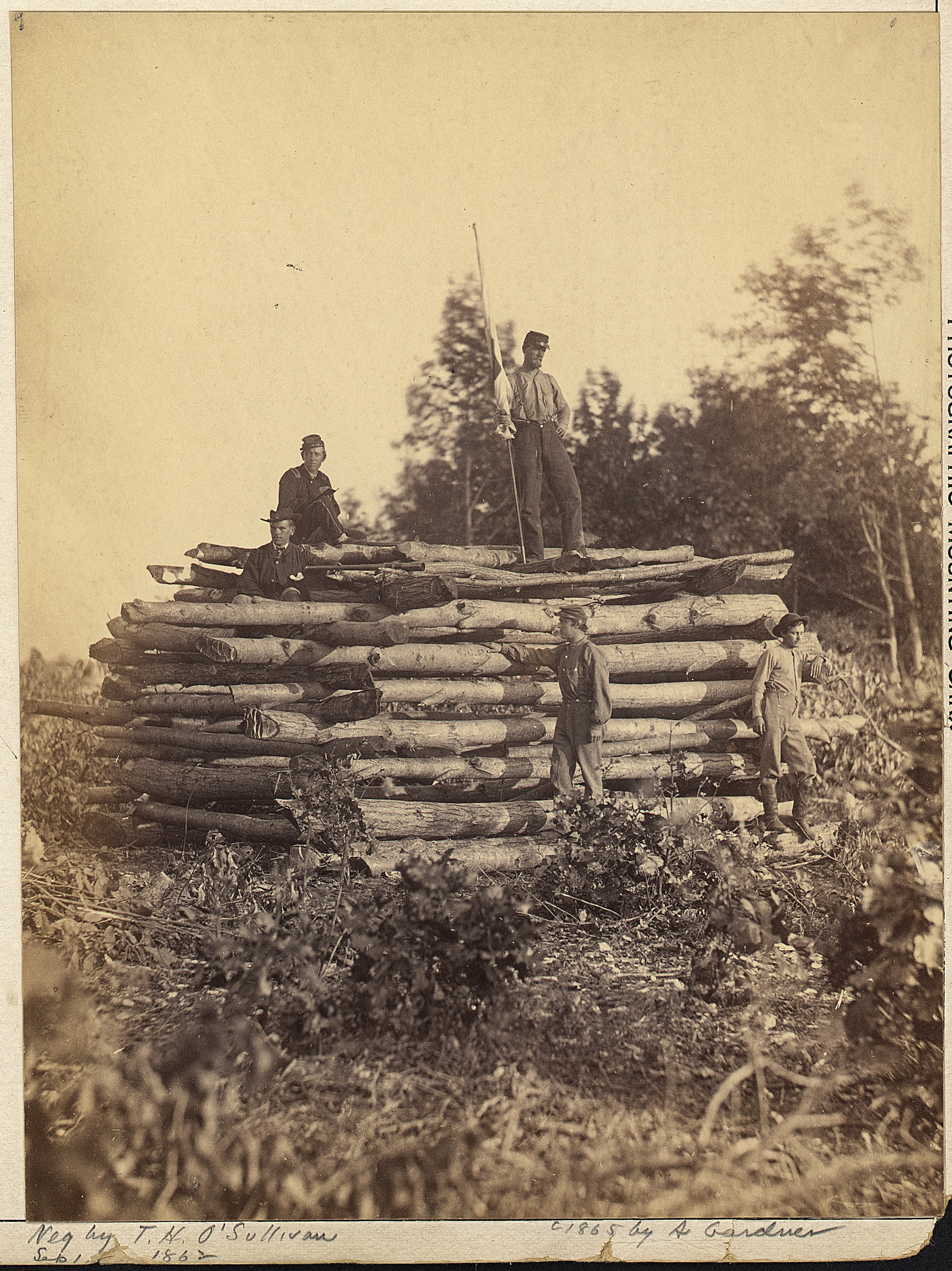
Elk Mountain (Maryland) signální věž, 1862
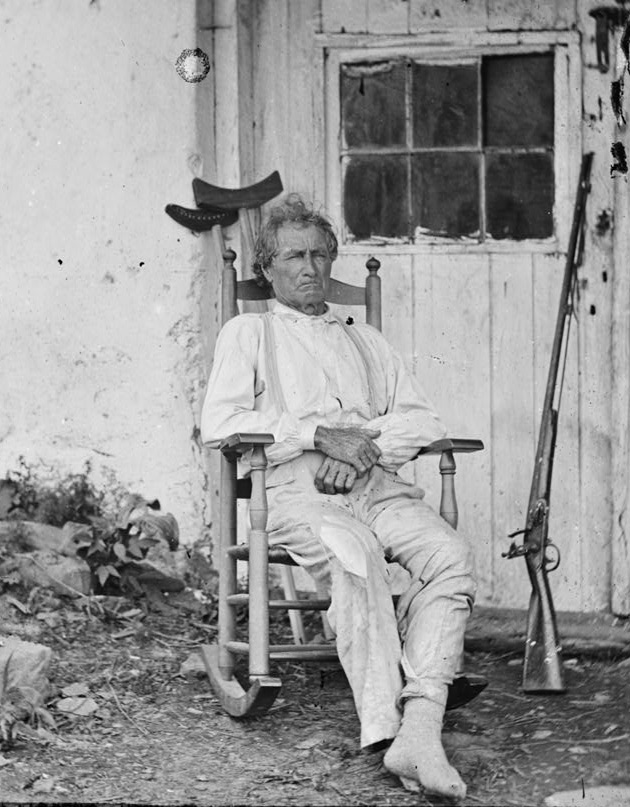
John Burns, hrdina bitvy u Gettysburgu, 1863
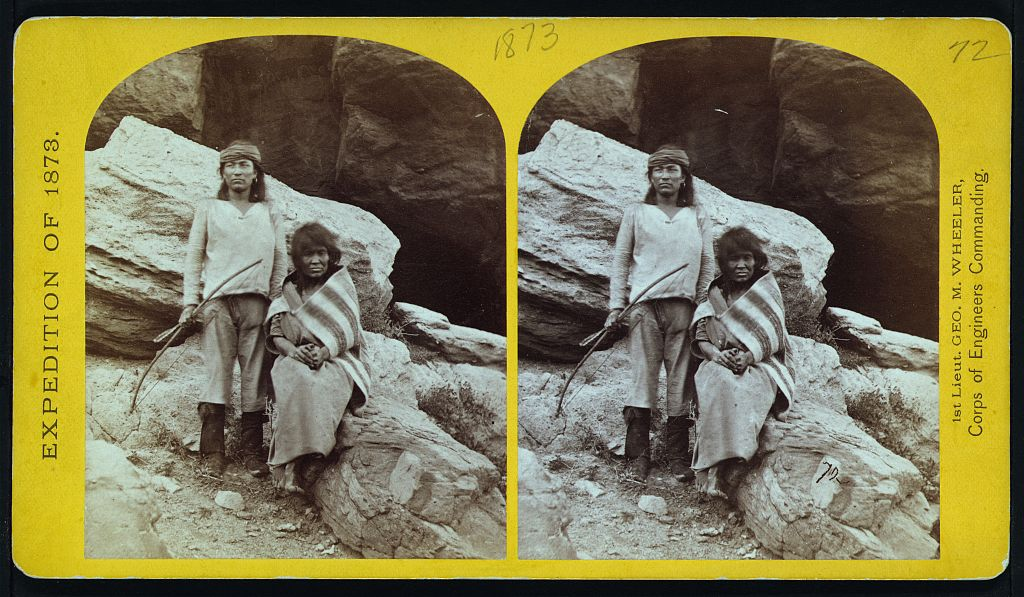
Navajové, stereofotogrsafie
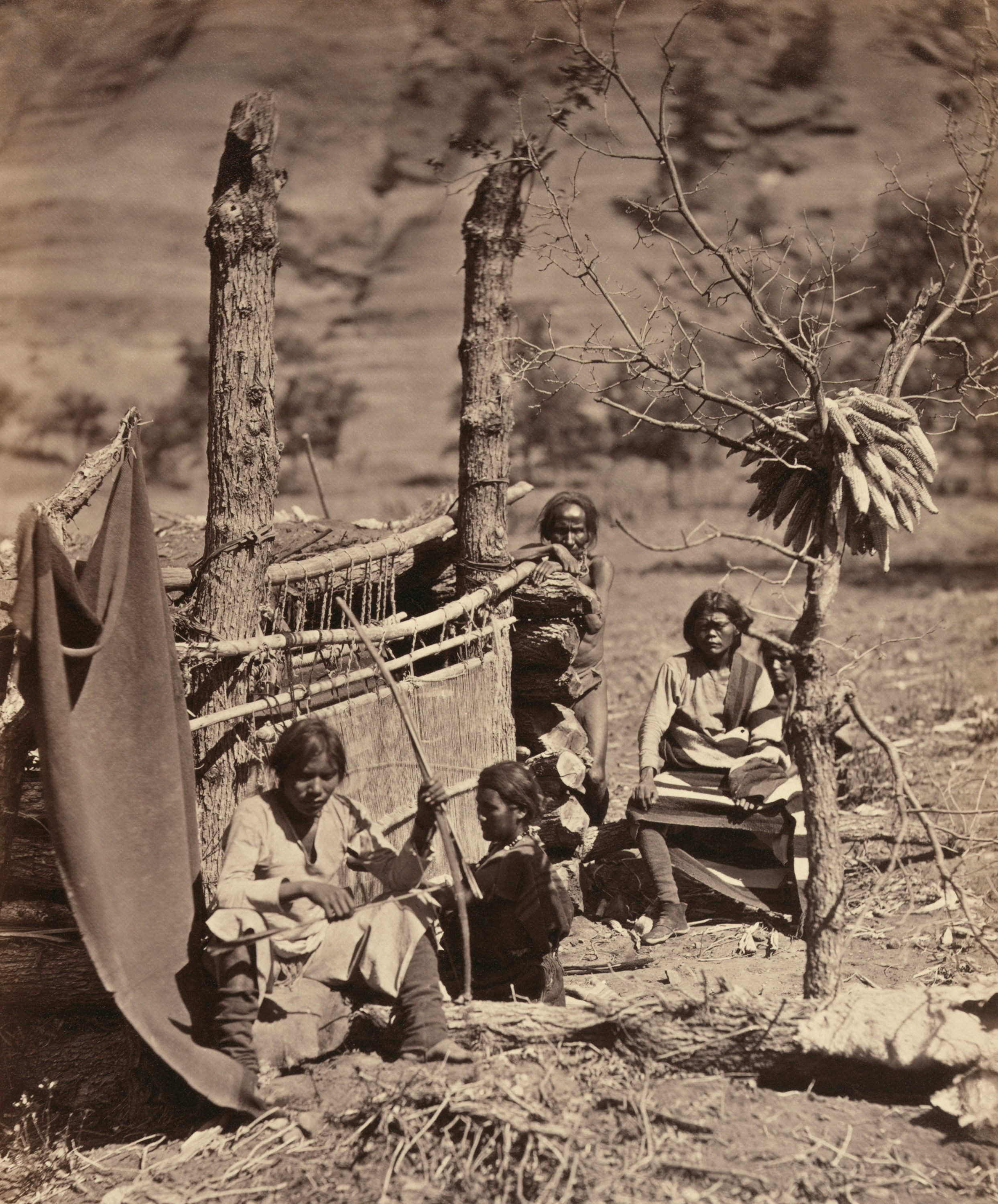
Navajové, 1873
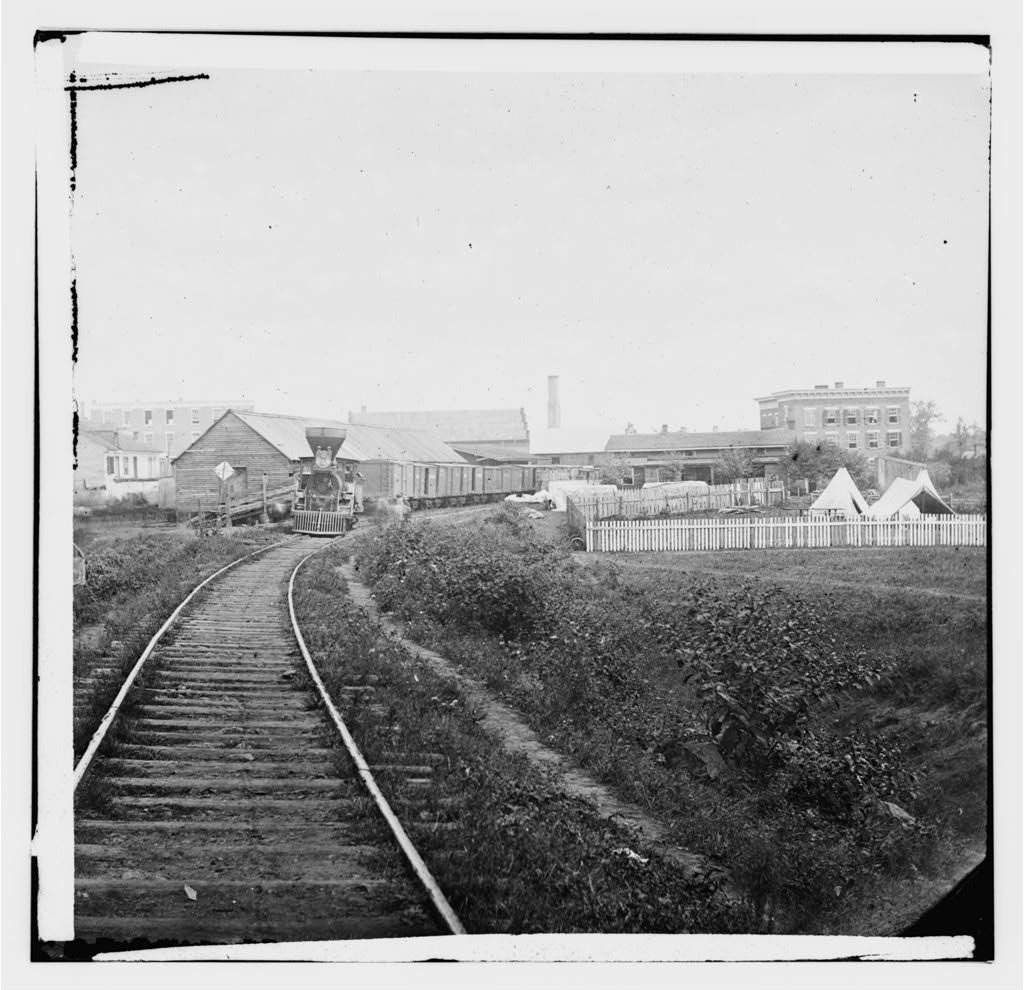
Alexandria Railroad
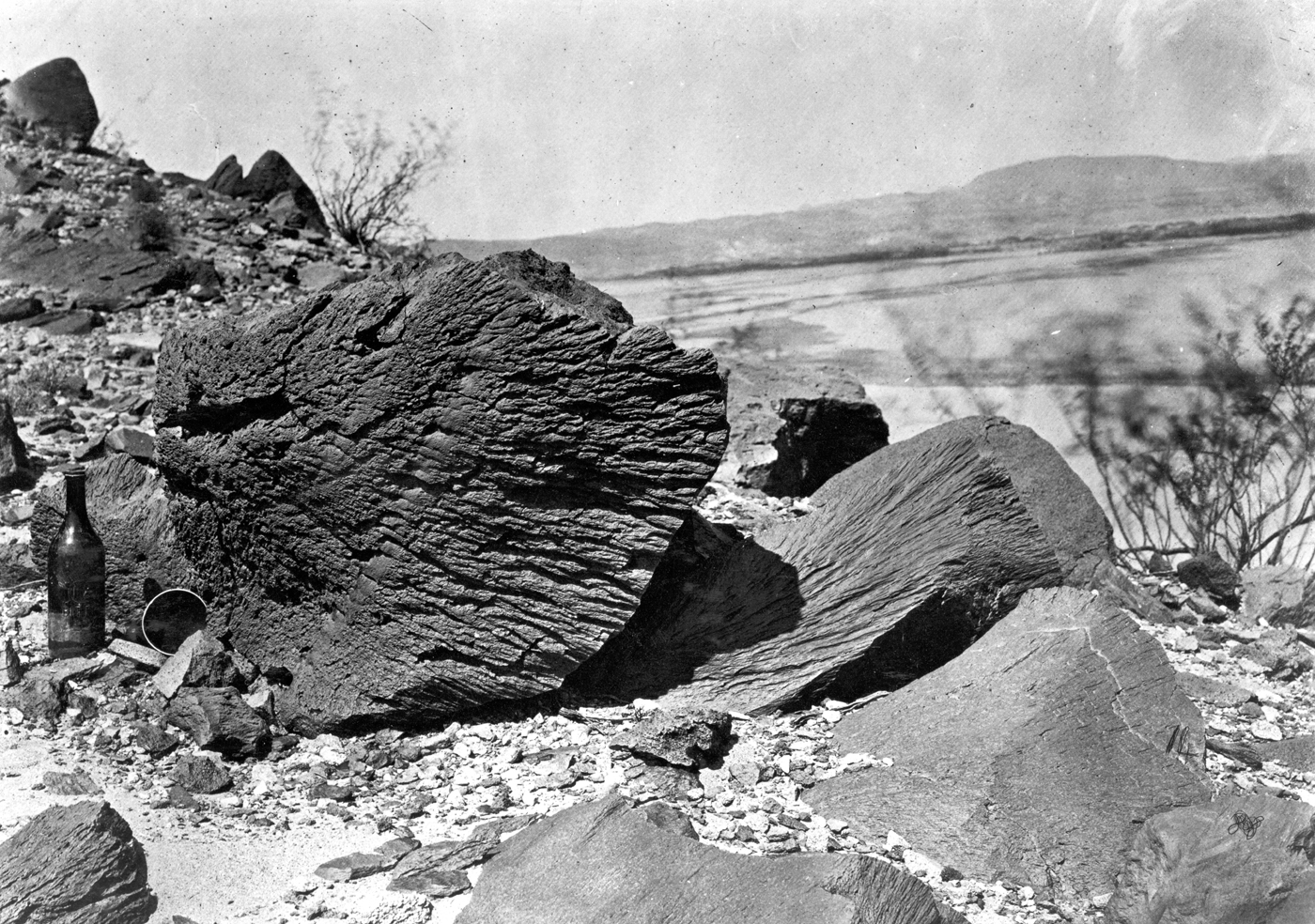
Rock carved by drifting sand below Fortification Rock in Arizona.
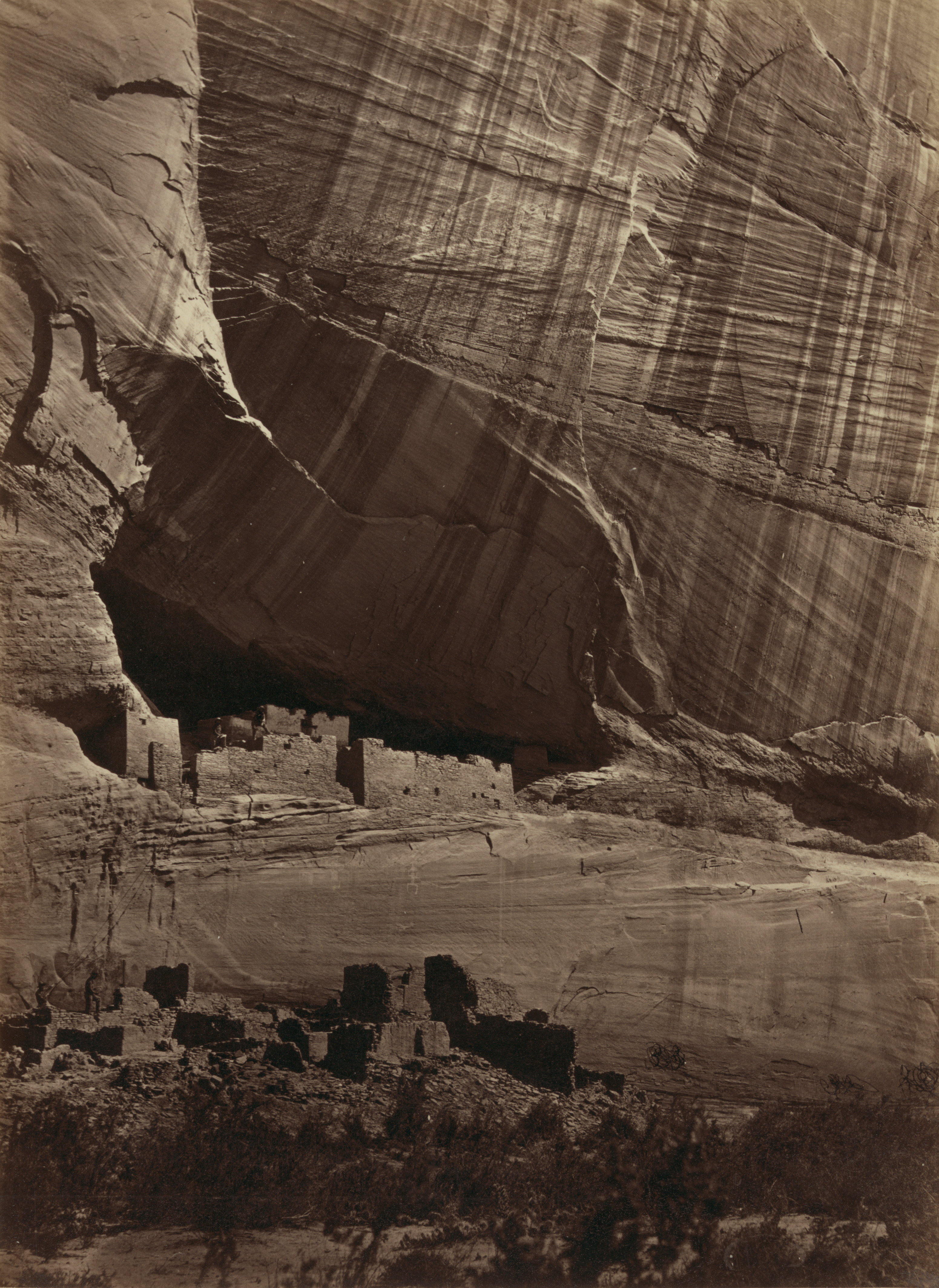
White House Ruins, Canyon de Chelly National Monument, 1873
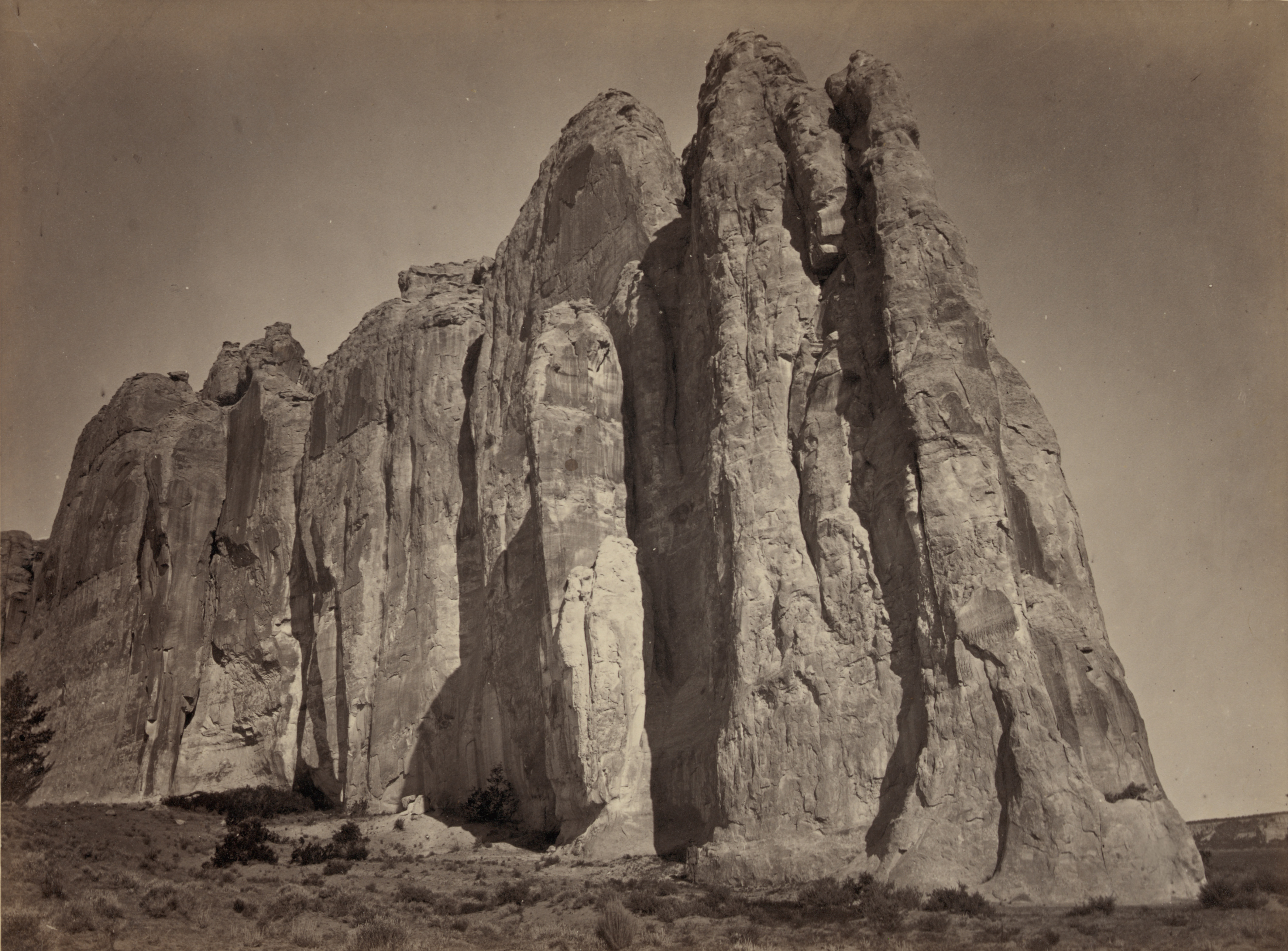
Inscription Rock, El Morro National Monument, 1873